# Ambercylapus
Ambercylapus is een geslacht van wantsen uit de familie van de Miridae (Blindwantsen). Het geslacht werd voor het eerst wetenschappelijk beschreven door Carvalho & Popov in 1984.

## Soorten
Het genus is monotypisch en bevat alleen de volgende soort:

- Ambercylapus nigrus Carvalho & Popov, 1984